# Baragiano
Baragiano (Barajão) é uma comuna italiana da região da Basilicata, província de Potenza, com cerca de 2.752 habitantes. Estende-se por uma área de 29 km², tendo uma densidade populacional de 95 hab/km². Faz fronteira com Balvano, Bella, Picerno, Ruoti.

## Demografia
| Variação demográfica do município entre 1861 e 2011                               |
|                                                                                   |
| Fonte: Istituto Nazionale di Statistica (ISTAT) - Elaboração gráfica da Wikipedia |